# Ceraceomyces reidii
Ceraceomyces reidii är en svampart som först beskrevs av K.S. Thind & S.S. Rattan, och fick sitt nu gällande namn av S.S. Rattan 1977. Ceraceomyces reidii ingår i släktet Ceraceomyces och familjen Amylocorticiaceae.   Inga underarter finns listade i Catalogue of Life.